# Трегубка
Трегубка, троегуб (лат. Opsariichthys uncirostris) — вид лучепёрых рыб семейства карповых. Выделяют три подвида.

## Описание
Тело удлинённое, сжатое с боков. Длина около 20 см, максимум 32. Рот большой; на нижней челюсти заметный бугорок, заходящий в выемку верхней челюсти. Своеобразным строением челюстей определяется название. Брюхо без киля. Спина окрашена в желтовато-серые или зеленовато-серые тона; брюхо белое, бока серебристые. Самцы в период нереста окрашены более ярко; на голове у них образуются роговидные бугорки; на теле появляется «жемчужная сыпь».

## Распространение
Вид широко распространён от бассейна Амура до Южного Китая и острова Хайнань. Встречается в реках Корейского полуострова и Японии. Был занесён в воды Туркменистана и Узбекистана, где акклиматизировался. На территории России обитает подвид O. uncirostris amurensis — амурская трегубка — иногда выделяемый в самостоятельный вид O. bidens. Он обычен в Уссури и реках бассейна озера Ханка; встречается также в русле Амура.

## Образ жизни
Взрослые особи предпочитают держаться на течении, лишь иногда заходя в разливы. Молодь чаще встречается в разливах, где кормится зоопланктоном и наземными насекомыми, а позднее начинает поедать мелких мальков рыб. Достигнув десятисантиметровой длины, трегубки начинают питаться исключительно рыбой.
В нативном ареале нерестятся в июне—августе, а в Средней Азии нерест в апреле—мае, икра донная. Самцы охраняют нерестовую территорию.

## Значение
Промыслового значения не имеет. Будучи хищником, может поедать молодь других рыб, однако из-за невысокой численности серьёзного влияния на популяции не оказывает.